# Меджидие (крейсер)
«Прут» («Меджидие») — бронепалубный крейсер турецкого и Российского императорского флотов.

## История
Был построен в США для турецкого флота. Назван «Меджидие» в честь султана Абдул-Меджида I. Участвовал в Балканских войнах. В октябре 1912 обстрелял болгарский порт Варну. 9(22) декабря 1912 был атакован греческой подводной лодкой «Дельфин I», но торпеда прошла мимо. Участвовал в двух сражениях с греческим флотом: сражении у Элли и сражении при Лемносе (1913), а также в высадке десанта у Шаркёя 18 февраля 1913.
Во время Первой мировой войны действовал в Чёрном море.
- В конце ноября 1914 года «Меджидие» вместе с крейсерами «Мидилли» и «Хамидие» охранял конвои, перевозившие снабжение в Трапезунд. В декабре 1914 туда на борту крейсера был доставлен Хафыз Хаккы-паша, привёзший инструкции начальнику штаба 3-й армии. Последний раз крейсеру случилось там быть 6 декабря 1914 вместе с другим крейсером, «Явуз Султан Селим», и торпедными канонерскими лодками «Берк-и Шевкет» и «Пейк-и Шевкет», дальнейшие заходы стали невозможны из-за выставленного Черноморским флотом минного заграждения.
- 21 марта (3 апреля) 1915 — Под командованием корветтен-капитана Эрнста Бюхселя во главе группы из крейсера «Хамидие» и эсминцев «Муавенет-и Миллие», «Ядигар-и-Миллет», «Ташоз» и «Самсун» при попытке обстрела Одессы подорвался на русской мине заграждения (погибло 26 человек), выставленного минным заградителем «Дунай». Корабль получил большую пробоину, через которую были затоплены кочегарные отделения и другие помещения, образовался сильный крен, крейсер уклонился от курса и сел на мель. Ввиду небольшой глубины (около 12 метров) его верхние надстройки остались над водой. После снятия команды и уничтожения корабельной радиостанции он был добит торпедой, выпущенной эсминцем «Ядигар-и-Миллет»[1].
- 25 мая (9 июня) 1915 — Поднят русскими спасателями и отбуксирован для ремонта в Одессу, где на следующий день поставлен в док.
- 30 мая (14 июня) — При осмотре внутренних помещений корабля обнаружена сигнальная книга турецкого флота, позднее переведённая на русский язык, и большое количество заполненных бланков радиограмм, на основе которой российскими специалистами был раскрыт применяющийся в турецком флоте шифр[2].
- 26 июня 1915 — Зачислен в списки Черноморского флота, получив наименование «Прут».
- 25 февраля 1916 — Введён в строй. Старая артиллерия снята и отправлена на усиление обороны Одессы, крейсер вооружили десятью 130-мм орудиями Б-7 с недостроенного дредноута «Император Александр III».
- 25 февраля — 18 апреля 1916 — Участвовал в Трапезундской наступательной операции.
- 29 декабря 1917 — Включён в состав Красного Черноморского флота[3]
- 1 мая 1918 — Захвачен в Севастополе германскими войсками и возвращён Турции.

Во время распада Османской империи крейсер, как и другие корабли турецкого флота, был интернирован союзниками в Мраморном море. Возвращён турецкому флоту в 1925 году. В 1925—1927 годах проходил ремонт на верфи в Гёльджюке, после чего служил в турецком флоте. С 1940 — учебный корабль. 1 марта 1947 г. выведен из состава флота. Продан на слом в 1952, разобран между 1952 и 1956 гг.

## Командный состав

### Старшие офицеры
- 23.09.1915 — старший лейтенант Н. Р. Гутан 2-й
- 24.04.1916 — старший лейтенант В. Е. Погорельский